# 550 Madison Avenue
550 Madison Avenue (anteriormente conhecido como Sony Tower, Sony Plaza, e AT&T Building) é um arranha-céus de 197 m de altura e 37 andares localizado na 550 Madison Avenue entre as ruas 55 e 56 no borough de Manhattan em Nova York, Estados Unidos. Projetado pelo arquiteto Philip Johnson e o seu sócio John Burgee, tendo sido finalizado em 1984. Tornara-se imediatamente num projeto controverso justamente pelo seu topo ornamental (apelidado de "Chippendale", devido aos seus frontões abertos característicos das estantes e armários desse renomado desenhador britânico), sendo porém apreciado pelo seu magnífico arco de entrada, que mede uns sete andares de altura. Com estes elementos ornamentais, o edifício desafiou a demanda do funcionalismo rígido e desenho eficiente da arquitectura moderna. O efeito causado pelo edifício no público fora descrito no geral como uma legitimação da arquitetura pós-moderna a nível mundial.